# Provincia de Lieja
La provincia de Lieja (en francés: Province de Liège, en neerlandés: Provincie Luik, en alemán: Provinz Lüttich) se sitúa al este de Bélgica, en la Región Valona, y limita con Luxemburgo, Alemania y los Países Bajos. La ciudad de Lieja es la capital de la provincia y la ciudad más importante a nivel económico y cultural.

## Historia
La actual provincia de Lieja se origina del departamento de Ourthe creado por el gobierno francés durante la ocupación francesa de 1793 hasta 1815. En el Congreso de Viena (1815), la parte oriental del departamento (Eupen, Malmedy, Saint-Vith, Schleiden y Kronenburg, así como una parte del cantón de Aubel) pasaron a ser parte del Prusia. La restante provincia de Lieja entró a formar parte del Reino Unido de los Países Bajos.
El rey Guillermo I de los Países Bajos mantuvo los límites administrativos franceses pero les dio a las provincias nombres más tradicionales en lugar de los nombres franceses. Nombró a la provincia como Provincia de Lieja, recordando al viejo Principado de Lieja, aunque ya la región no correspondía mucho con el antiguo principado.
En 1919, luego de la derrota prusiana, los cantones Eupen, Malmedy y Saint-Vinth, llamados cantones del oeste, volvieron nuevamente a formar perte de la provincia de Lieja.

## Geografía
La provincia de Lieja se encuentra en el sureste de Bélgica (en el este de Valonia) y limita con los Países Bajos (provincia de Limburgo)), Alemania (estados Renania del Norte-Westfalia y Renania-Palatinado) y el Gran Ducado de Luxemburgo (Distrito de Diekirch); en Bélgica, limita con las provincias de Luxemburgo, Namur, Brabante Valón, Brabante Flamenco y Limburgo.
La provincia tiene una superficie de 3862 km², y una altitud media de 219 metros sobre el nivel del mar. La provincia se divide en 84 comunas (municipios) distribuidos a su vez en cuatro arrondissements (distritos).
En la comuna de Waimes, arrondissement de Verviers, se encuentra el punto más alto de Bélgica: la Signal de Botrange con 694 metros sobre el nivel del mar.

### Ríos
El principal río en la provincia es el río Mosa; su nacimiento se encuentra en la región francesa de Champaña-Ardenas y luego fluye a través de Bélgica por las provincias de Namur, Lieja y Limburgo. Luego de un recorrido de 950 kilómetros, desemboca en el mar del Norte.
Otros ríos en la provincia son:
- Ourthe, afluente del Mosa.
- Vesdre, afluente del Ourthe.
- Amblève, afluente del Ourthe.
- Lienne, afluente del Amblève.
- Warche, afluente del Amblève.
- Méhaigne, afluente del Mosa.
- Hoyoux, afluente del Mosa.
- Geer, afluente del Mosa.
- Our, afluente del Sûre.

## División administrativa
Administrativamente, la provincia se divide en 4 arrondissements (distritos) y 84 communes (municipios).
| Arrondissement | Capital  | Municipios | Población (2018) | Superficie (km²) | Densidad (hab./km²) |
| -------------- | -------- | ---------- | ---------------- | ---------------- | ------------------- |
| Huy            | Huy      | 17         | 113 097          | 659,36           | 171,53              |
| Lieja          | Lieja    | 24         | 623 953          | 796,87           | 783                 |
| Verviers       | Verviers | 29         | 287 374          | 2016,22          | 142,53              |
| Waremme        | Waremme  | 14         | 80 902           | 389,86           | 207,52              |
| Total          |          | 84         | 1 105 326        | 3862,31          | 286,18              |

### Municipios
El siguiente mapa muestra los municipios de la provincia de Lieja (los nombres aparecen en la siguiente tabla):

| Huy | Lieja | Verviers | Waremme |
| --- | --- | --- | --- |
| - Amay (1) - Anthisnes (4) - Burdinne (15) - Clavier (19) - Engis (25) - Ferrières (29) - Hamoir (35) - Héron (36) - Huy (40) - Marchin (50) - Modave (51) - Nandrin (52) - Ouffet (56) - Tinlot (73) - Verlaine (76) - Villers-le-Bouillet (78) - Wanze (81) | - Ans (3) - Awans (6) - Aywaille (7) - Bassenge (9) - Beyne-Heusay (11) - Blegny (12) - Chaudfontaine (18) - Comblain-au-Pont (20) - Dalhem (22) - Esneux (26) - Flémalle (31) - Fléron (32) - Grâce-Hollogne (34) - Herstal (38) - Juprelle (42) - Lieja (44) - Neupré (53) - Oupeye (57) - Saint-Nicolas (63) - Seraing (65) - Soumagne (66) - Sprimont (68) - Trooz (75) - Visé (79) | - Amel (2) - Aubel (5) - Baelen (8) - Büllingen (14) - Burg-Reuland (16) - Bütgenbach (17) - Dison (23) - Eupen (27) - Herve (39) - Jalhay (41) - Kelmis (43) - Lierneux (45) - Limbourg (46) - Lontzen (48) - Malmedy (49) - Olne (54) - Pepinster (58) - Plombières (59) - Raeren (60) - Sankt-Vith (64) - Spa (67) - Stavelot (69) - Stoumont (70) - Theux (71) - Thimister-Clermont (72) - Trois-Ponts (74) - Verviers (77) - Waimes (80) - Welkenraedt (84) | - Berloz (10) - Braives (13) - Crisnée (21) - Donceel (24) - Faimes (28) - Fexhe-le-Haut-Clocher (30) - Geer (33) - Hannut (36) - Lincent (47) - Oreye (55) - Remicourt (61) - Saint-Georges-sur-Meuse (62) - Waremme (82) - Wasseiges (83) |

## Población
La provincia de Lieja tiene, para el 1 de enero de 2018, una población de 1 105 326 habitantes. Su densidad de población es de 286,2.
Esta provincia cuenta con nueve municipios de habla alemana (que forman la Comunidad de habla alemana) situadas al este de la provincia. La región germanófona está incluida en el distrito de Verviers.
Hay que tener en cuenta que dos municipios tienen lo que se dice “facilidades lingüísticas”. Es decir, que aunque sean francófonos, los ciudadanos pueden expresarse en alemán con las administraciones públicas. Se trata de los municipios de Waimes y de Malmedy.

### Evolución
| Gráfica de evolución demográfica de Provincia de Lieja (x1000 hab.) entre 1846 y 2018 |
|                                                                                       |

Los principales municipios, con una población mayor de 20 000 habitantes al 1 de enero de 2018, son:
1. Lieja (197 355)
2. Seraing (64 270)
3. Verviers (55 198)
4. Herstal (39 958)
5. Ans (28 238)
6. Flémalle (26 174)
7. Oupeye (25 297)
8. Saint-Nicolas (24 251)
9. Grâce-Hollogne (22 541)
10. Huy (21 293)
11. Chaudfontaine (20 935)

### Población estimada a 1 de enero de 2018
- Amay 14 305
- Amel 5480
- Ans 28 238
- Anthisnes 4204
- Aubel 4221
- Awans 9353
- Aywaille 12 405
- Baelen 4434
- Bassenge 8986
- Berloz 3080
- Beyne-Heusay 12 019
- Blegny 13 300
- Braives 6325
- Büllingen 5473
- Burdinne 3236
- Burg-Reuland 3956
- Bütgenbach 5605
- Chaudfontaine 20 935
- Clavier 4617
- Comblain-au-Pont 5381
- Crisnée 3352
- Dalhem 7412
- Dison 15 405
- Donceel 3048
- Engis 6122
- Esneux 12 889
- Eupen 19 526
- Faimes 3947
- Ferrières 4918
- Fexhe-le-Haut-Clocher 3263
- Flémalle 26 174
- Fléron 16 495
- Geer 3430
- Grâce-Hollogne 22 541
- Hamoir 3872
- Hannut 16 435
- Héron 5277
- Herstal 39 958
- Herve 17 598
- Huy 21 293
- Jalhay 8590
- Juprelle 9288
- Kelmis 11 061
- Lieja 197 355
- Lierneux 3601
- Limbourg 5939
- Lincent 3292
- Lontzen 5695
- Malmedy 12 654
- Marchin 5460
- Modave 4200
- Nandrin 5826
- Neupré 9934
- Olne 4087
- Oreye 3912
- Ouffet 2802
- Oupeye 25 297
- Pepinster 9765
- Plombières 10 401
- Raeren 10 707
- Remicourt 5904
- Saint-Georges-sur-Meuse 6784
- Saint-Nicolas 24 251
- Sankt Vith 9682
- Seraing 64 270
- Soumagne 16 888
- Spa 10 378
- Sprimont 14 645
- Stavelot 7145
- Stoumont 3104
- Theux 12 025
- Thimister-Clermont 5725
- Tinlot 2709
- Trois-Ponts 2570
- Trooz 8172
- Verlaine 4177
- Verviers 55 198
- Villers-le-Bouillet 6503
- Visé 17 767
- Waimes 7429
- Wanze 13 576
- Waremme 15 168
- Wasseiges 2962
- Welkenraedt 9920[7]

## Galería

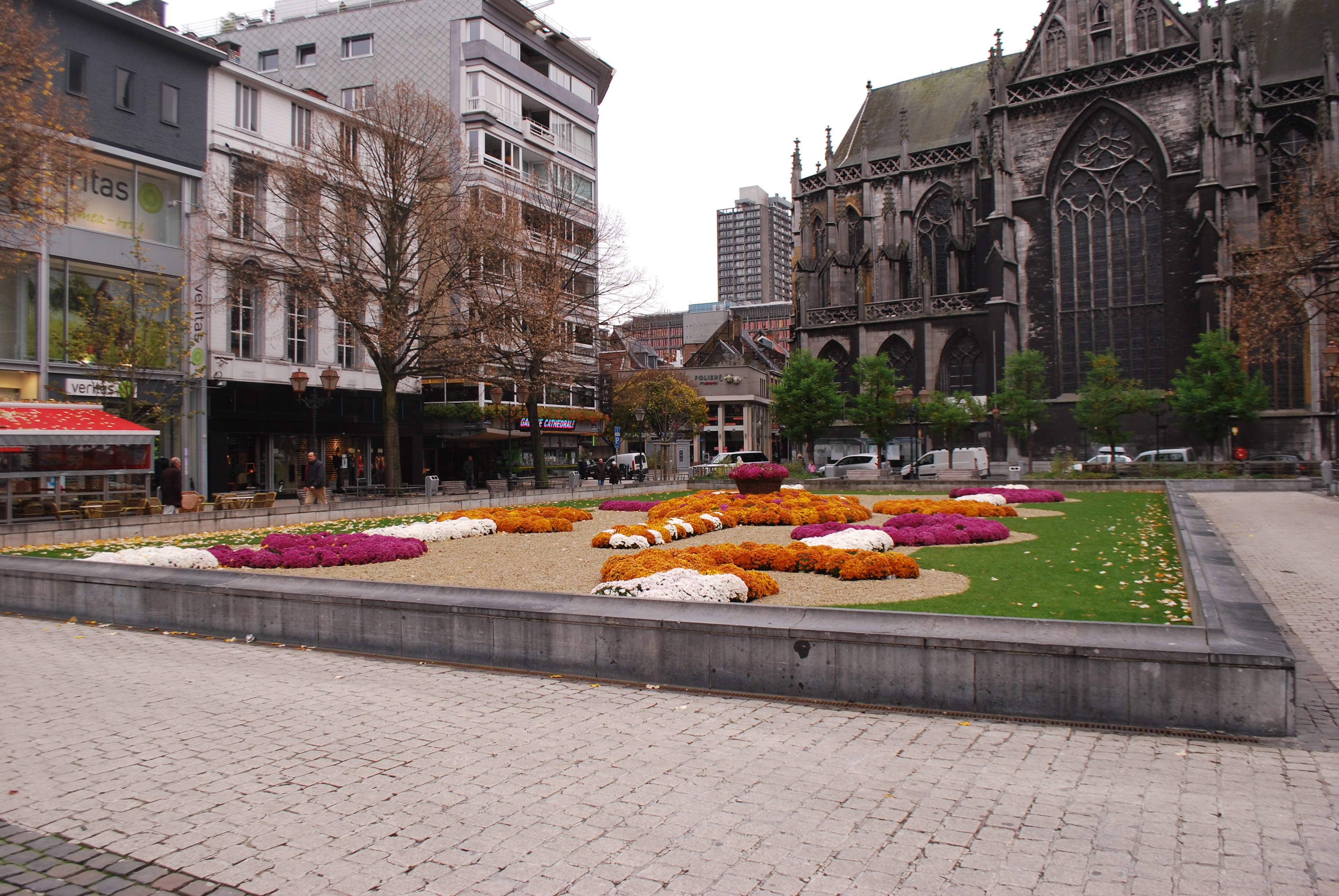
Plaza de la catedral, Lieja.
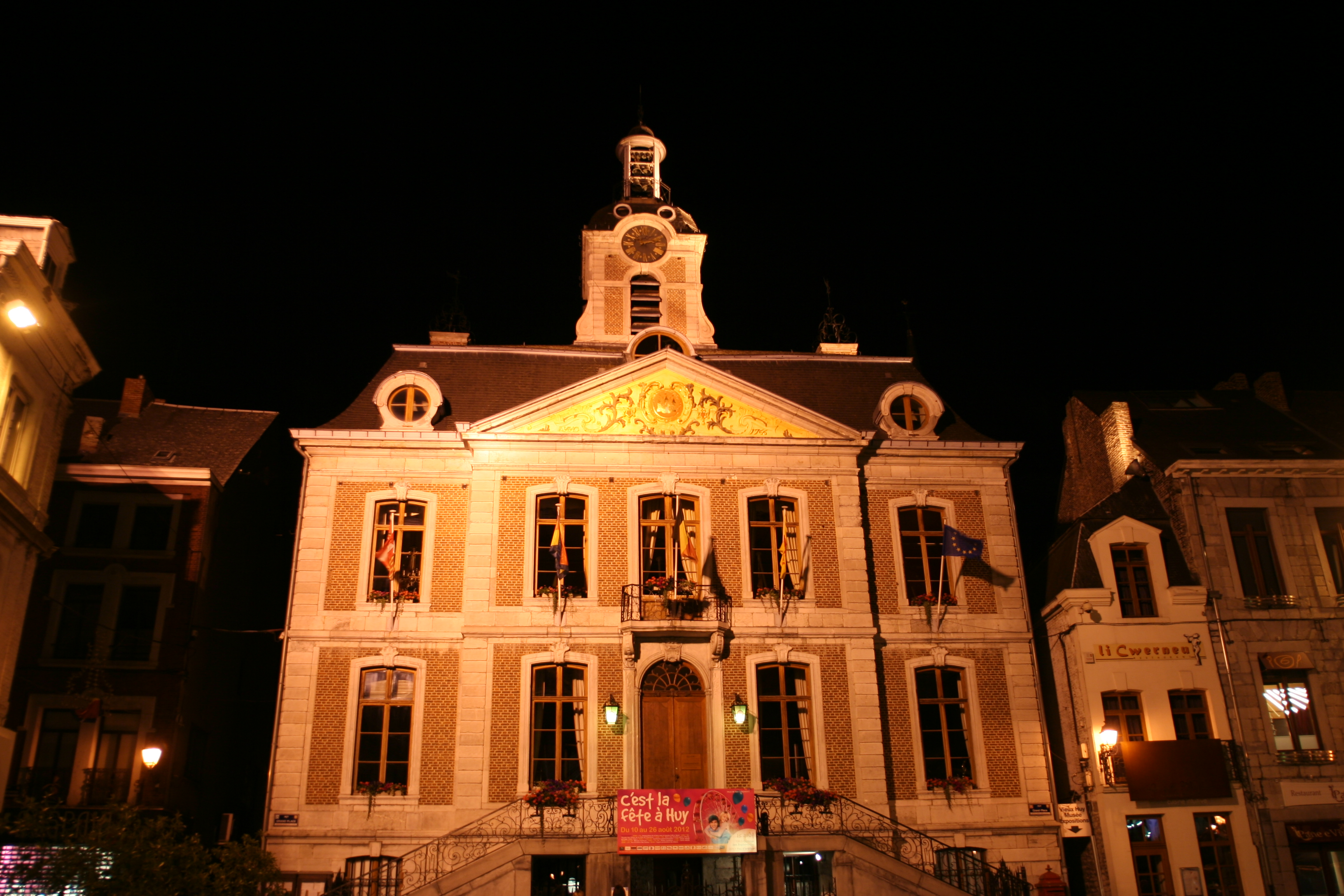
Alcaldía de Huy.
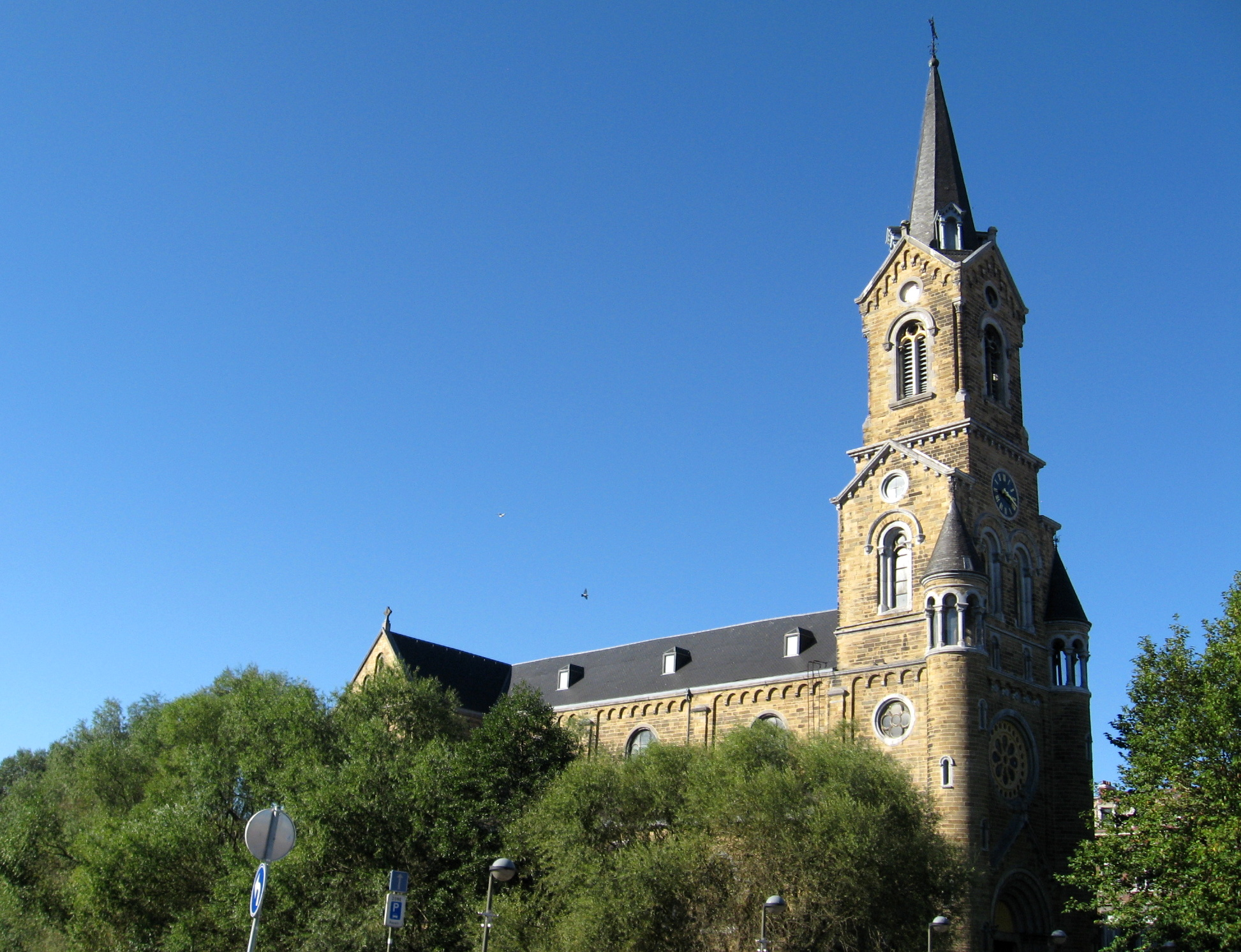
Iglesia de San Antonio y San Huberto, Verviers.
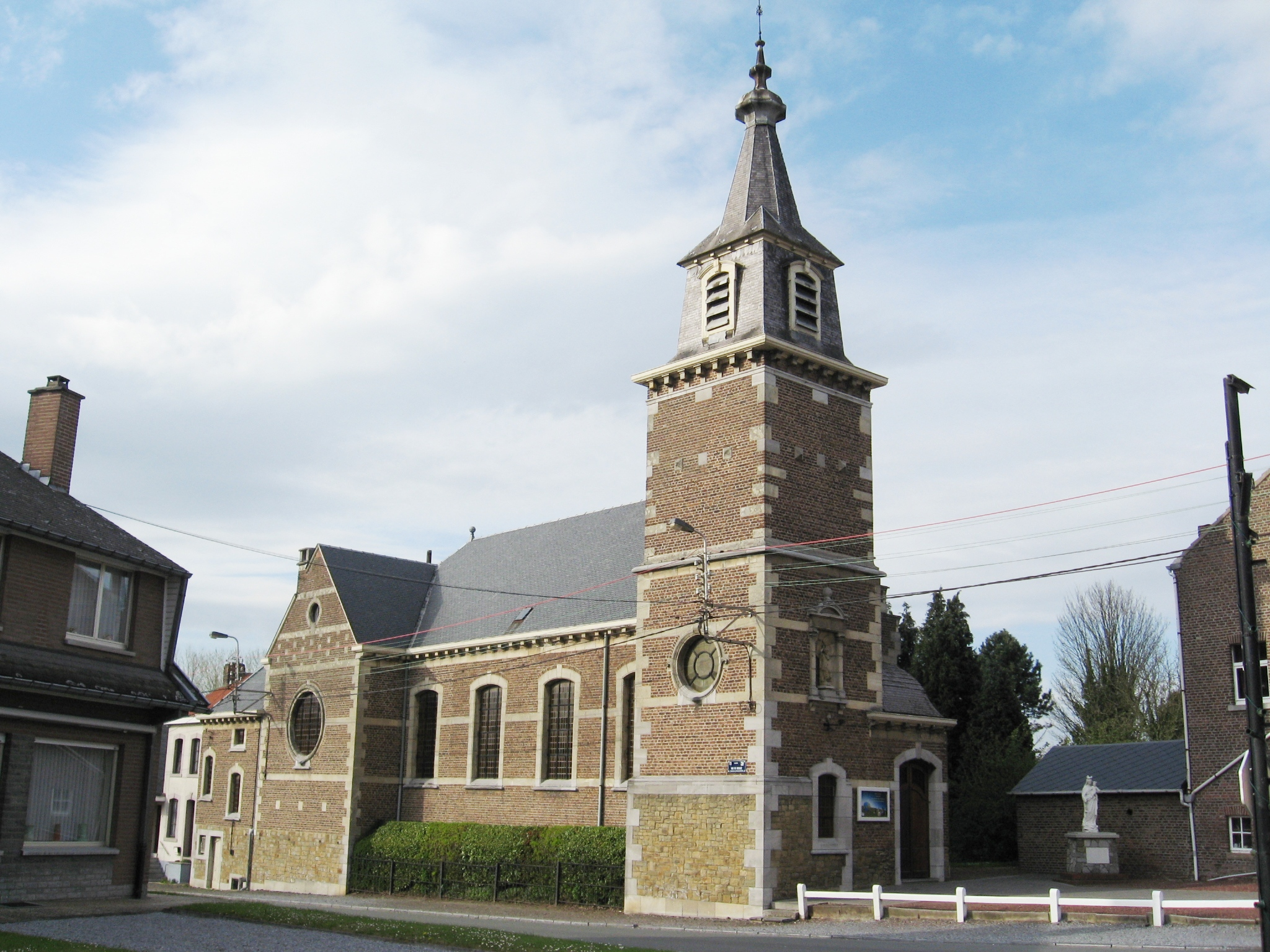
Iglesia de Sant Miguel, Waremme.